# Marguerite de la nuit
Marguerite de la nuit (bra: O Homem Que Vendeu a Alma) é um filme franco-italiano dos géneros drama poético e fantasia de 1955, realizado por Claude Autant-Lara, com roteiro de Ghislaine Autant-Lara e Gabriel Arout baseado no romance homônimo de Pierre Mac Orlan, por sua vez inspirado no poema Fausto, de Johann Wolfgang von Goethe.
O longa foi protagonizado por Michèle Morgan, Yves Montand e Jean-Françoise Calvé.